# Sikre
Sikre (en népalais : सिक्रे) est un comité de développement villageois du Népal situé dans le district de Nuwakot. Au recensement de 2011, il comptait 1 582 habitants.